# Period
«Period» (ピリオド?) es el sencillo debut de la actriz, modelo y idol cantante Haruka Ayase, lanzado al mercado el día 24 de marzo del año 2006 bajo el sello Victor Entertainment.

## Detalles
El primer sencillo para Haruka fue creado por grandes músicos, que tienen gran reconocimiento dentro de la industria musical. Fue producido, escrito y compuesto por el Takeshi Kobayashi, miembro de la banda My Little Lover, y también Kaori Mochida de Every Little Thing ayudó a la creación de las letras para la canción. Es la primera vez que estos dos artistas crean música para otro cantante aparte de sus mismos grupos, y Haruka fue la escogida para esto.
Ediciones especiales del sencillo también contenían un libro de fotografías, pero fue rápidamente agotado. También fue editada una versión del sencillo con un DVD que incluye un cortometraje llamado "Tagerukishinai", donde Haruka participó y también donde "Period" es el tema principal.

## Canciones

### CD
1. «Period» (ピリオド?)
2. «Tomodachi» (ともだち?)
3. «Period» (ピリオド?) (Instrumental)

### DVD
1. «Tagerukishinai» (たべるきしない?) (short movie)

- Datos: Q9058519